# Diecezja Santo Tomé
Diecezja Santo Tomé (łac. Dioecesis Sancti Thomae in Argentina) – diecezja Kościoła rzymskokatolickiego w Argentynie. Erygowana przez Jana Pawła II bullą Romani est Pontificis 3 lipca 1979.